# Ernest Perrier
Ernest Perrier (ur. 2 maja 1881 we Fryburgu, zm. 25 kwietnia 1958 w La Pierre-qui-Vire) – szwajcarski prawnik, polityk, samorządowiec i parlamentarzysta, w późniejszych latach zakonnik benedyktyński, prezbiter i przeor.

## Życiorys
Ukończył studia prawa w Lozannie i w Zurichu, a w 1906 uzyskał stopień doktora. Od 1908 do 1911 był adwokatem we Freiburgu. Od 1911 do 1916 pracował jako prokurator w kantonie Fryburg. W 1914 był współzałożycielem organizacji Neue Helvetische Gesellschaft (Nowe Helweckie Towarzystwo). Został politykiem o przekonaniach katolicko-konserwatywnych. Od 1918 do 1921 zasiadał w parlamencie kantonu Fryburg (Grosssrat), od 9 maja 1916 do 4 listopada 1932 był członkiem rządu kantonu Fryburg (Staatsrat). W rządzie kierował działem policji (1916-1920), wymiaru sprawiedliwości, kultury, gmin i parafii (1920-1927), szkolnictwa (1927-1932). Z ramienia Szwajcarskiej Partii Konserwatywno-Ludowej zasiadał w Radzie Narodowej od 1919 do 1932. Od 1928 do 1932 był prezesem, a w 1932 wiceprezesem partii. Stronnictwo reprezentowane było w parlamencie związkowym w Bernie przez 60 posłów pochodzących z kantonów (42 w Radzie Narodowej, 18 w Radzie Kantonów). W 1932 uczestniczył w konferencji rozbrojeniowej w Genewie jako delegat Szwajcarii. Do 1932 był prezydentem rządu we Fryburgu.
W listopadzie 1932 wycofał się z życia publicznego. Wstąpił wówczas do klasztoru opactwa benedyktynów La Pierre-qui-Vire we Francji. Przyjął tam imię Dom Nicolas. 8 grudnia 1932 w święto Niepokalanego Poczęcia Najświętszej Maryi Panny odbyła się uroczystość obłóczyn zakonnych Ernesta Perriera. W 1937 otrzymał sakrament święceń kapłańskich. Od 1938 do 1952 był przeorem.